# Hugh O'Shaughnessy
Hugh O'Shaughnessy (21 de enero de 1935 - 1 de marzo de 2022) fue un periodista y escritor irlandés que trabajó durante más de cuarenta años para los principales periódicos británicos.

## Trayectoria
Ha escrito en The Observer, The Independent, el Financial Times y con más frecuencia The Guardian. Ha publicado libros acerca de América Latina.  
Educado en el Worcester College, Oxford donde obtuvo el B.A., Modern Languages entre 1956-1969 y en St Benedict's Ealing (1945-1953). Fue amigo del presidente chileno Salvador Allende y estuvo en Santiago durante el golpe de 1973. 

## Reconocimientos
Recibió dos premios de la prensa británica:
- Premio Maria Moors Cabot de 1986 de contribuciones periodísticas a la comprensión interamericana y
- Medallón Wilberforce de Hull
- Fue reconocido por la Escuela de Graduados de Periodismo de la Universidad de Columbia.[3][4][5]

## Acusaciones de narcotráfico contra Pinochet
O'Shaughnessy estuvo entre los periodistas que afirmaron que la dictadura chilena de Augusto Pinochet exportó a Europa enormes cantidades de cocaína (al menos 12 toneladas entre 1986 y 1987).
Varias investigaciones periodísticas revelaron las conexiones entre la dictadura, la familia Pinochet y el tráfico de drogas. Una estrecha relación que ya era conocida.

"..."Pinochet envió a la DEA de EE.UU. un avión cargado de narcotraficantes detenidos después del golpe (...) luego la mano derecha de Pinochet, Manuel Contreras, puso sus propios hombres bajo protección de la DINA, en las mismas plantas de elaboración y puntos de embarque. Los cubanos anticastristas llevaban una parte en la operación. Las enormes ganancias fueron a suplementar el presupuesto clandestino de la DINA. Pinochet sostuvo a menudo que él controlaba a la DINA y en realidad lo hacía respecto de todo lo que sucedía en Chile. (...) A la luz de sus propias declaraciones y de las hechas por Manuel Contreras sería imposible imaginar que el dictador ignoraba el tráfico de drogas"...

## Libros
- The Priest of Paraguay, Zed Books (2009)
- Sue Branford and Hugh O'Shaughnessy (2005), Chemical Warfare in Colombia: The Costs of Coca Fumigation (LAB Short Books)
- Pinochet: The Politics of Torture, Latin America Bureau (1999)[10]
- East Timor? Getting Away With Murder (1994)
- Around the Spanish Main: Travels in the Caribbean and the Guianas (1991)
- Latin Americans (1988)
- H. Hamilton with The Observer (1984), Grenada: Revolution, Invasion and Aftermath